# Gesang der Jünglinge im Feuerofen
Gesang der Jünglinge im Feuerofen, nogengange blot Gesang der Jünglinge, er et musikalsk værk af Karlheinz Stockhausen fra 1956. Det regnes for et hovedværk inden for retningen elektronische Musik. Den grundlæggende musikalske idé var at fusionere optagelser af den menneskelige stemme med elektronisk frembragte lyde.

## Fonetisk og spektral analyse
- Vokallydes overtonesammensætning ligner rene toner (sinusbølger)
- Hårde konsonanter (b, p, t, d, k og g) ligner støj.
- Bløde konsonanter (n, m) ligger imellem disse poler.

Stockhausen bruger de elektroniske lyde til at skabe et kontinuum mellem de menneskelige lyde og de elektroniske. Sinustoner betragtes som beslægtet med vokalagtige lyde og støj med konsonantagtige lyde. Af disse udvalgtes nogle grundelementer og elementgrupper, der skulle bruges i kompositionen.
Det menneskelige lydmateriale (drengesopranen) blev transponeret (varispeed), kombineret lag-på-lag og på andre måder ændret i overensstemmelsen med den komplekse arbejdsplan for værket.

## Tekst
Teksten, som synges af en 12-årig dreng, stammer fra Daniels bog, kap. 3. Her skildres hvordan Nebukadnesar straffer tre jødiske mænd ved at kaste dem i en gloende ovn. De overlever ved at synge lovsange til Gud.
Stor dele af tekstforståelsen går af flere grunde tabt: drukner i øvrige lyde, sætninger er nedklippet til uigenkendelighed – enkelte ord og fonemer. Sætningen "Preiset den Herrn" høres gentagne gange (et slags omkvæd).

## Tekstbearbejdning
Permutationer (ombytninger) på flere niveauer: ord, stavelser, fonemer.
Samtidig afvikling af forskellige ord (lag-på-lag). Enten mister ordene meningen, eller nye uventede ordkombinationer opstår.
Hermed opstår endnu et kontinuum i feltet "Mening >< Vrøvl".
For at kontrollere graden af forståelighed bruger Stockhausen en kvalitativ forståelighedsskala (1 er uforståelig – 7 er fuldt forståelig). Således vil ordene på et eller andet tidspunkt i værket være fuldt forståelig!! Struktur 1 (det første minut implementerer alle 7 grader af forståelighed).
Kombinationen med elektroniske lyde gør også tekstforståeligheden mindre.

## Serialisme og form
Sungne, elektroniske og mix-lyde er varieret serielt mht. tonehøjde, lydstyrke og varighed.
En talserie for hver af disse parametre styrer lyde og lydgrupper i kompositionen. Teknikken kaldes total serialisme. I tilfældet Stockhausen blandes den hårde matematik med intuition og sans for drama.